# Чина пальчаста
Чина пальчаста, Горошок пальчастий (Lathyrus digitatus (M.Bieb.) Fiori) — рослина з роду чина, родини бобових.

## Загальна біоморфологічна характеристика

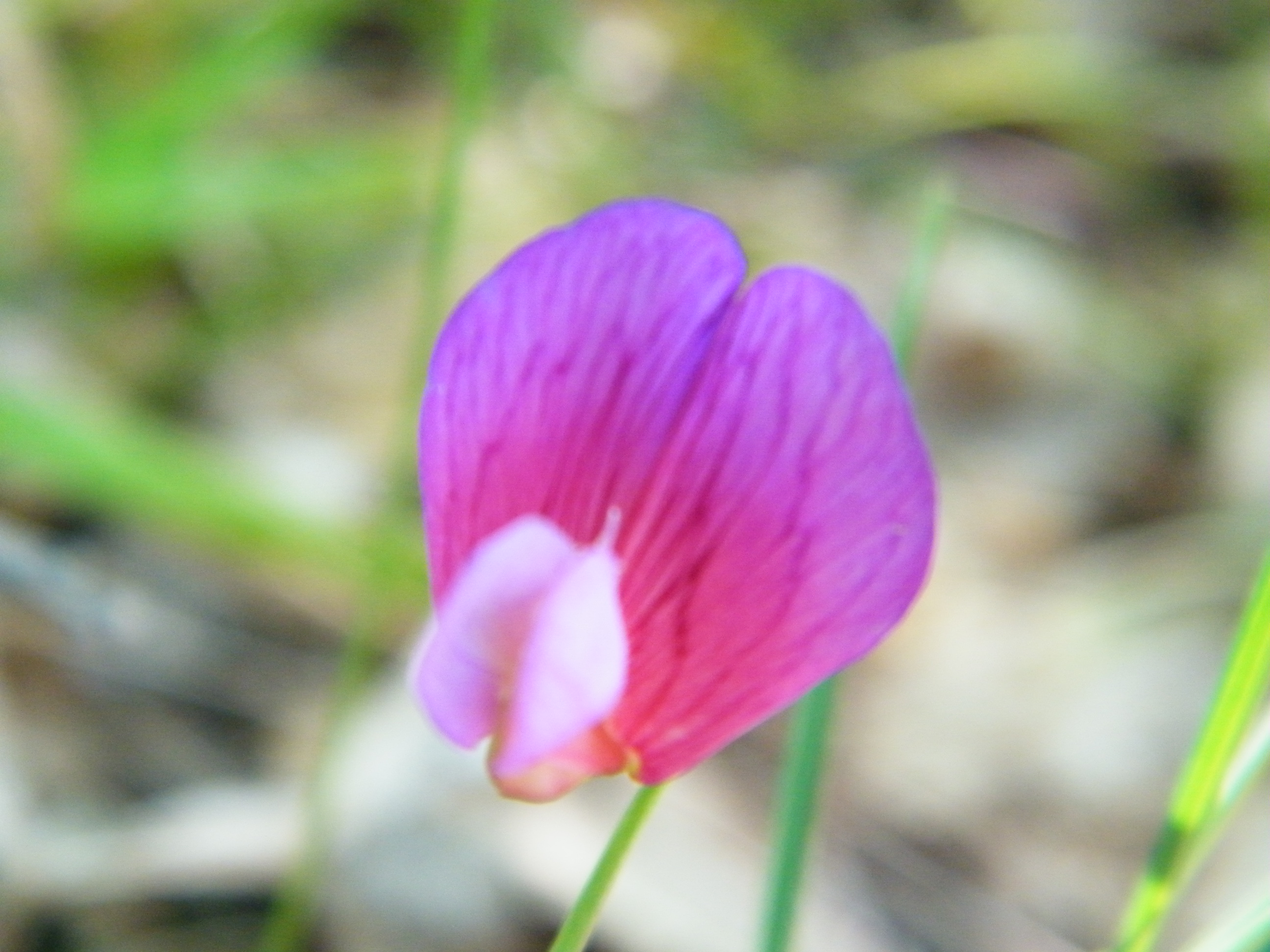
Квітка чини пальчастої

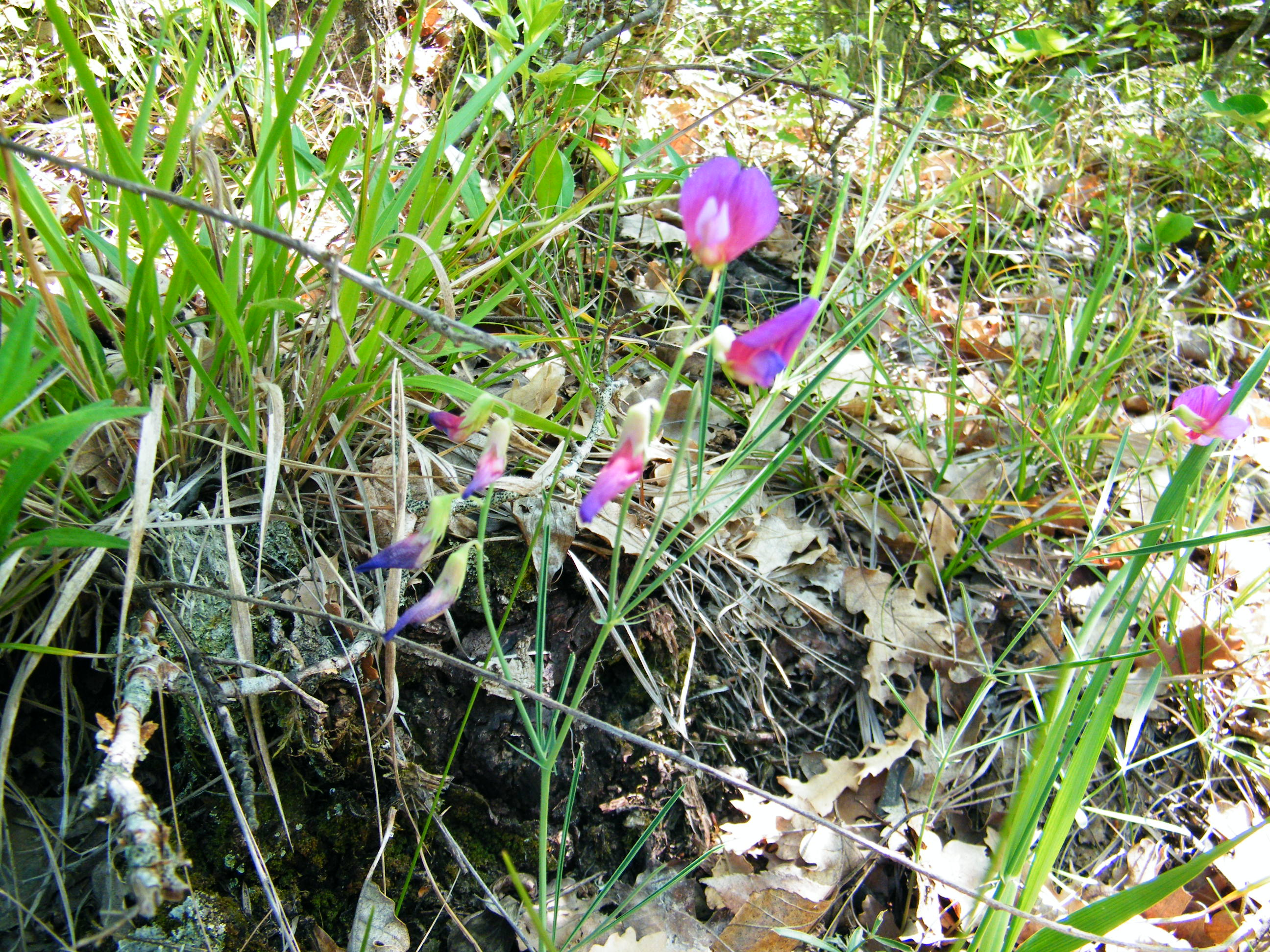
Чина пальчаста в районі бухти Ласпі

Багаторічна трав'яниста рослина з тонкими стеблами 15 — 40 см заввишки. Листя чергові, майже сидячі, складаються — нижні з 4-х, верхні з 2-х ланцетних або лінійно-ланцетних, зближених, пальчасто розташованих, листочків. Прилистки ланцетні, довжиною 12 мм, довше короткого черешка більш ніж в 2 рази. Суцвіття пазушні, 1 — 4-квіткові. Чашечка 6 — 9 мм довжиною. Віночок 1,5 — 2 см завдовжки, пурпурово-фіолетовий, яскравий. Боби лінійні, голі, від 3,5 до 5,5 см завдовжки.

## Екологія
Росте на кам'янистих місцях у світлих соснових або дубових лісах або вічнозелених чагарниках, на висотах 200–1500 м над рівнем моря.

## Поширення
- Африка: Туніс, Лівія
- Азія: Туреччина, Ліван
- Європа: Вірменія, Азербайджан, Грузія, Російська Федерація (Чечено-Інгушетія, Дагестан, Кабардино-Балкарія, Карачаєво-Черкесія, Північна Осетія, Краснодарський край, Ставропольський край), Східне Середземномор'я: Італія (тільки в горах у південній частині півострова), Албанія, Болгарія, колишня Югославія, Греція

В Україні росте в світлих лісах і чагарниках гірського Криму, особливо на Південному березі Криму.